# هنات یورا
هنات یورا (اوکراینی: Гнат Петрович Юра؛ ۸ ژانویه ۱۸۸۸ – January 18, 1966 (aged 78)) بازیگر، Director اهل امپراتوری روسیه بود.
وی همچنین برندهٔ جوایزی همچون جایزه هنرمند مردمی اتحاد جماهیر شوروی، نشان پرچم سرخ کار، و نشان لنین شده‌است.